# 346 Hermentaria
346 Hermentaria è un asteroide della fascia principale del diametro medio di circa 106,52 km. Scoperto nel 1892, presenta un'orbita caratterizzata da un semiasse maggiore pari a 2,7960897 UA e da un'eccentricità di 0,1020737, inclinata di 8,76100° rispetto all'eclittica.
Il nome dell'asteroide è dedicato al piccolo villaggio francese di Herment.